# War of the Arrows
Pour plus de détails, voir Fiche technique et Distribution.
War of the Arrows (hangeul : 최종병기 활 ; RR : Choejongbyeonggi hwal) est un film historique sud-coréen écrit et réalisé par Kim Han-min, sorti en 2011.
The War of the Arrows raconte l'histoire d'un archer coréen, qui risque sa vie pour sauver sa sœur de l’esclavage, entre dans la légende lors de la seconde invasion Mandchoue de la Corée où 500 000 civils sont faits prisonniers.
Le film a gagné de nombreux prix dont celui du meilleur acteur pour Park Hae-il et de la meilleure actrice pour Moon Chae-won aux 48e Daejong Film Awards.

## Synopsis
En Corée, Nam-yi et Ja-in, deux enfants pourchassés par les gardes du roi Injo, sont sauvés par leur père Choi Pyeong-ryung, un officier du roi Gwanghae et un archer qualifié. Il les envoie trouver refuge chez son ami Mu-seon. Alors qu'ils s'échappent, Ja-in supplie son frère de retourner auprès de leur père, mais celui-ci est tué devant leurs yeux. Nam-yi s'échappe alors avec sa sœur. 
Treize ans plus tard, Nam-yi, devenu un archer et un chasseur qualifié, apprend que Seo-goon, le fils de Mu-seon, et Ja-in prévoient de se marier. Pendant le mariage, Nam-yi, qui chasse le cerf dans les montagnes, entend le grondement des forces d'invasion mandchoues. Lorsqu'il parvient au village, son père adoptif git abattu tandis que Seo-goon et Ja-in, prisonniers sont conduits en Mandchourie avec des milliers d'autres civils coréens. Nam-yi part à leur recherche et tue un grand nombre de soldats de l'armée Qing, dont le prince. 
Jyuushinta, grand commandant de l'armée Qing, découvre l'identité de l'homme mystérieux qui élimine ses hommes un par un et se lance à la recherche de Nam-yi. Nam-yi, blessé au bras, se bat avec lui et le laisse pour mort. 
Alors qu'il retrouve sa sœur, Jyuushinta, gravement blessé, prend Ja-in en otage. Les deux antagonistes s’entre tuent. Avant de mourir, Nam-yi demande à sa sœur de retourner dans leur ancienne maison à Hanyang. 
Ja-in, Seo-goon et la dépouille de Nam-yi, traversent alors le fleuve pour regagner la Corée.

## Fiche technique
- Titre : War of the Arrows
- Titre original : 최종병기 활 (Choejongbyeonggi hwal)
- Autre titre : Arrow, The Ultimate Weapon
- Réalisation : Kim Han-min
- Scénario : Kim Han-min
- Photographie : Park Jong-chul
- Montage : Kim Chang-joo, Choi Min-yeong et Heo Sun-mi
- Musique : Kim Tae-seong
- Production : Jang Won-seok et Kim Sung-hwan
- Société de distribution : Lotte Entertainment
- Pays d'origine : Corée du Sud
- Langues originales : coréen, mandchou
- Format : couleur
- Genre : historique et action
- Durée : 122 minutes
- Dates de sortie :
  - Corée du Sud : 10 août 2011 (nationale)
  - France : 10 mars 2012 (Festival du film asiatique de Deauville)

## Distribution
- Park Hae-il : Choi Nam-i
- Ryoo Seung-ryong : Jyu Sinta
- Kim Moo-yeol : Kim Seo-goon
- Moon Chae-won : Choi Ja-in
- Lee Han-wi : Gap-yong
- Kim Goo-taek : Kang-doo
- Park Ki-woong : Do Reu-gon
- Lee Kyeong-yeong : Kim Moo-seon
- Lee Seung-joon : Wan-han
- Lee Jae-goo : Hoo-man
- Park No-sik (1971-) : Jang-soon
- Lee David : Choi Nam-i, enfant
- Jeon Min-seo : Ja-in, enfant
- Ryohei Otani : Nogami
- Kim Hyeon-tae : Hoo Reu-gang
- Kang Tae-yeong : Hoo Ra-hoo
- Jo Woo-jin : Qing, le messager